# Roses
Roses és un municipi de Catalunya situat a la comarca de l'Alt Empordà que ocupa la meitat sud de la península del cap de Creus. És centrat a la vila del mateix nom, situada al centre de la badia de Roses i a l'extrem nord del golf de Roses.
És un centre turístic amb urbanitzacions, hotels i altres equipaments, dos ports (pesquer i esportiu) i un lloc atractiu i de gran relleu en el sector septentrional de la Costa Brava.

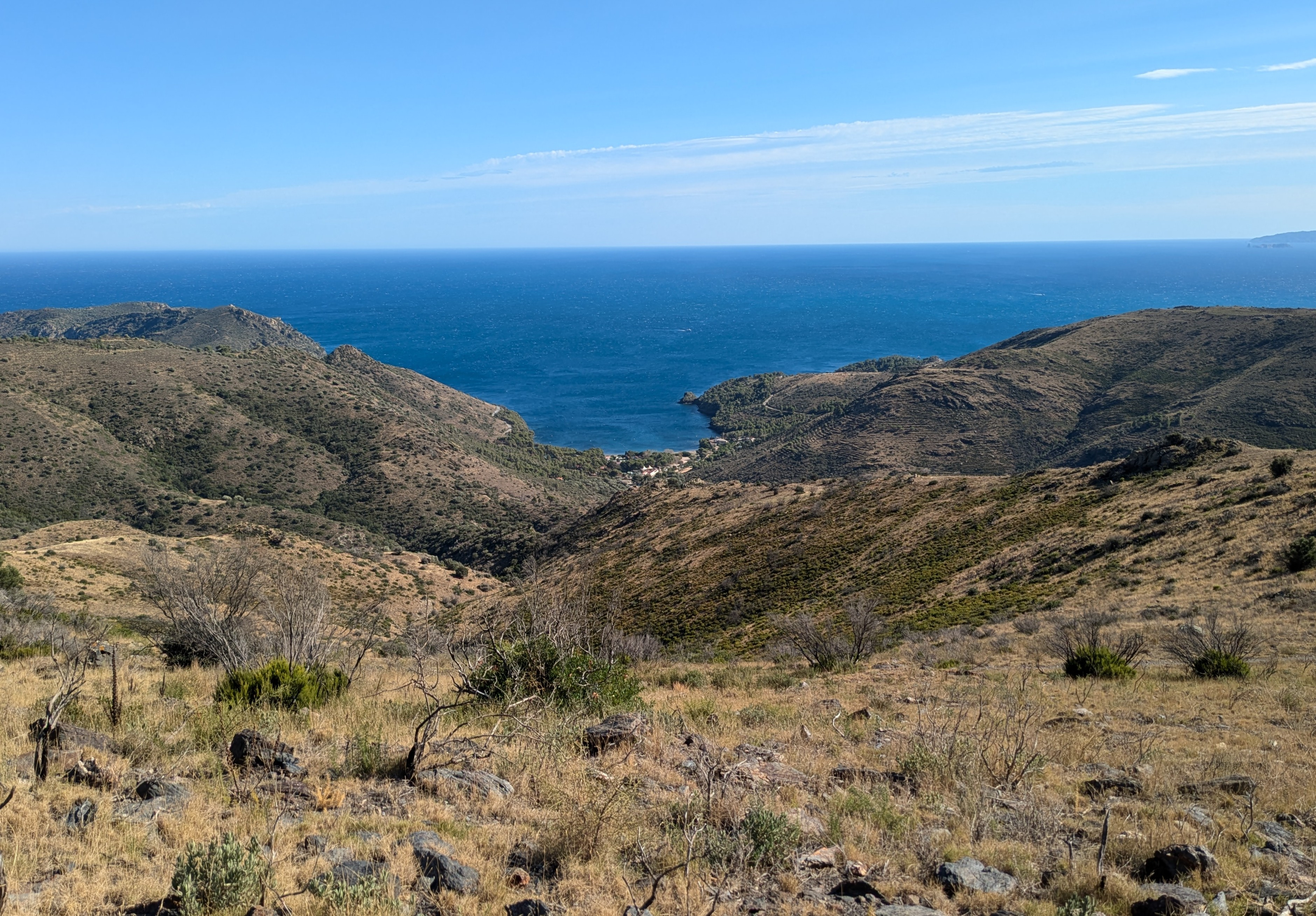
Badia de Montjoi.

El clima, que acusa la freqüent acció de la tramuntana, és assuaujat per la mar. La costa del municipi de Roses inclou una llarga platja de sorra, a la façana marítima de la població (entre el Port Nou i el canal de Riu Grau); i, més a l'est, un bon nombre de cales, entre les quals destaquen les de les Canyelles Petites, l'Almadrava (o les Canyelles Grosses), Murtra, Rustella, Montjoi, Pelosa, i Jóncols. També cal destacar els accidents geogràfics de punta Falconera i l'imponent cap Norfeu, reserva integral del Parc Natural del Cap de Creus.
Malgrat que el turisme ofereix la font d'ingressos principal de l'economia rosinca, el sector primari també hi té presència, amb l'agricultura (conreu de l'olivera i de la vinya), encara que reduïda i minvant; i, sobretot, la pesca, ja que Roses té el port pesquer més destacat de la costa nord de Catalunya.

## Geografia
- Llista de topònims de Roses (Orografia: muntanyes, serres, collades, indrets..; hidrografia: rius, fonts...; edificis: cases, masies, esglésies, etc).

## Història
L'àrea que ocupa el municipi de Roses té vestigis d'ocupació humana des del Neolític. Escampats pel terme hi ha una quantitat important de monuments megalítics, entre els quals destaca el dolmen de la Creu d'en Cobertella, un dels més grans de Catalunya, datable cap a l'any 3000 aC.

### De la colonització grega a l'Edat Mitjana
No obstant això, la població de Roses té el seu origen en la colònia grega de Rode, fundada pels massaliotes al segon quart del segle iv aC i no pels rodis al segle viii aC, com ha transmès la tradició erudita. Conquerida pels romans durant la invasió romana de la Segona Guerra Púnica, una guarnició hispànica al Puig Rom, hi fou derrotada en la revolta de 197 aC.
Des de l'edat mitjana fins a l'extinció de les senyories feudals al segle xix, va ser part del comtat d'Empúries, que hi tenia el port principal. Els comtes d'Empúries van patrocinar el monestir de Roses, bastit el segle x sobre les restes de la ciutat antiga, que va acumular possessions importants i de fet va assolir un condomini de la població. El nucli format al voltant del monestir depenia inicialment de la capital comtal, Castelló d'Empúries; però el creixement que va experimentar, gràcies a l'aprofitament econòmic de la situació geogràfica, va fer que se n'independitzés el 1402 i que obtingués certa autonomia municipal.
La importància econòmica i estratègica que havia assolit explica que el lloc fos fortificat, el mateix 1402, per protegir-se dels atacs pirates per mar i de les invasions franceses per terra, tots dos fenòmens una constant.
La primera d'aquestes invasions de la qual es té constància va ser la croada contra la Corona d'Aragó del 1285. L'exèrcit francès, comandat pel rei Felip III de França, va ocupar la població, que va utilitzar per avituallar per mar les forces que van envair l'Empordà per posar setge a Girona. La desfeta de l'armada francesa —primer a la badia de Roses, davant l'estol de Ramon Marquet, i tot seguit a les illes Formigues, davant del de Roger de Llúria— va forçar la retirada dels invasors, que finalment van ser a la batalla del coll de Panissars. Llúria va ocupar Roses, prèviament incendiada pels francesos.
El paper de Roses —que havia esdevingut una escala important en la navegació d'altura cap a les illes Balears, Itàlia i el nord d'Àfrica— queda ben palès, també, en el fet que fos triada per Pere el Cerimoniós com a punt de concentració i de partida de l'expedició militar a Sardenya el 1354.
Durant la major part de l'Edat Mitjana, fins ben entrada l'Edat moderna se l'anomenava Rodes/Rodas. El Monestir de Sant Pere de Rodes ha conservat el nom antic, tot i que en castellà ha quedat com Roda (en singular).

### La plaça forta
La història de Roses va fer un tomb cabdal a mitjan segle xvi, quan es va convertir, per decisió reial, en la plaça forta marítima més important de la Monarquia Hispànica al Mediterrani. Sobre les velles fortificacions medievals, es va construir el castell de la Trinitat i, sobretot, un ampli cinturó de muralles abaluardades al voltant del monestir i de la població, d'una importància estratègica fonamental en la defensa de la frontera del Rosselló i dels interessos dels Àustries al nord d'Itàlia.
La decisió reial va comportar un conflicte jurisdiccional amb els comtes d'Empúries, senyors del lloc (on obtenien rendes suculentes per drets de pesa i del port), que va acabar amb un acord tàcit del condomini (la jurisdicció en mans del comte, la gestió de la plaça forta en les del rei), després de fracassar un intent de permuta del comtat. L'autoritat reial va negar a Roses una excessiva llibertat municipal, que hauria entrat en contradicció amb el seu nou paper militar.

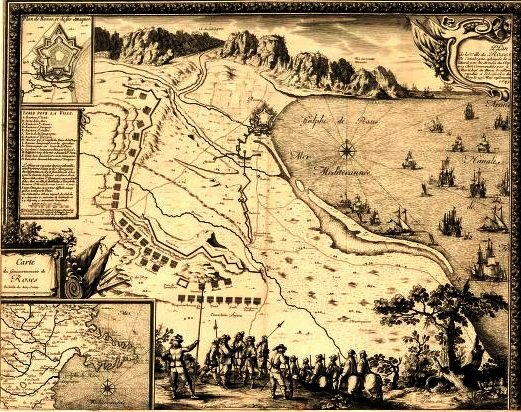
Pla de Roses durant l'atac francès (segle XVII)

Les fortificacions renaixentistes, modernitzades durant els segles xvii i xviii, van estar defensades majoritàriament per catalans, si bé els oficials solien ser castellans, tot i les indicacions en contra de les constitucions de Catalunya. Durant la seva vida militar útil, van fer front als pirates barbarescos i als exèrcits francesos.
En la Guerra dels Segadors, va ser l'última plaça del nord de Catalunya fidel a Felip IV que va caure en mans de les tropes franceses, després del setge dirigit per Cesar du Plessis-Praslin, tot i que el 1642 la major part dels soldats havien estat evacuats per via marítima per reforçar el front del sud a causa de les derrotes que havien patit les dues columnes que havien intentat socórrer el Rosselló a la batalla de Montmeló i la batalla de Lleida de 1642. Finalment, va tornar a la sobirania dels Habsburg, quan va acabar la guerra, i es va signar el Tractat dels Pirineus (1659).
El 1693, durant la Guerra dels Nou Anys, va caure una altra vegada en mans franceses, després de només set dies de setge. La plaça va ser rendida per Gabriel de Quiñones a les tropes del mariscal Anne-Jules de Noailles, duc de Noailles. Els francesos no la van retornar fins al Tractat de Ryswick, del 1697.
Durant la Guerra de Successió (1702-1715), Roses va ser l'única plaça forta de Catalunya que mai no va donar l'obediència a Carles III. L'exèrcit de Carles III mai no va assetjar la localitat de manera formal, i la plaça només va veure perillar la seva posició durant un atac aliat comandat pel general imperial Wetzel el 12 de setembre de 1712.
El 1794, durant la Guerra Gran, va ser de nou assetjada per les tropes franceses; i, tot i que va ser abastida per mar de munició i queviures per la flota espanyola dirigida per Federico Gravina, la plaça, comandada pel mariscal de camp Domingo Izquierdo, va rebre l'ordre d'evacuar la guarnició per via marítima el 3 de febrer de 1795. Els francesos la desempararen al final de juliol de 1795, a conseqüència de la Pau de Basilea. El 1808, durant la Guerra del Francès, fou novament assetjada i conquerida per les tropes franceses, que l'ocuparen fins a 1814.

### La vila nova extramurs
El seu paper militar, abans tan important, havia quedat anul·lat per la modificació de la frontera pirinenca i pel desmantellament de l'imperi hispànic a Europa, però també pels avenços en estratègia militar que convertiren en obsoletes les seves fortificacions, d'altra banda en molt mal estat. A causa de la seva obsolescència i davant la impossibilitat de defensar-les, demostrada arran d'un cop de mà fallit de la guerrilla el febrer de 1813, el comandament francès en decidí la inutilització intencionada, i foren volats el castell de la Trinitat i alguns punts de les muralles de la vila. D'altra banda, el paper militar que havia exercit Roses ja havia estat transferit a Cartagena.

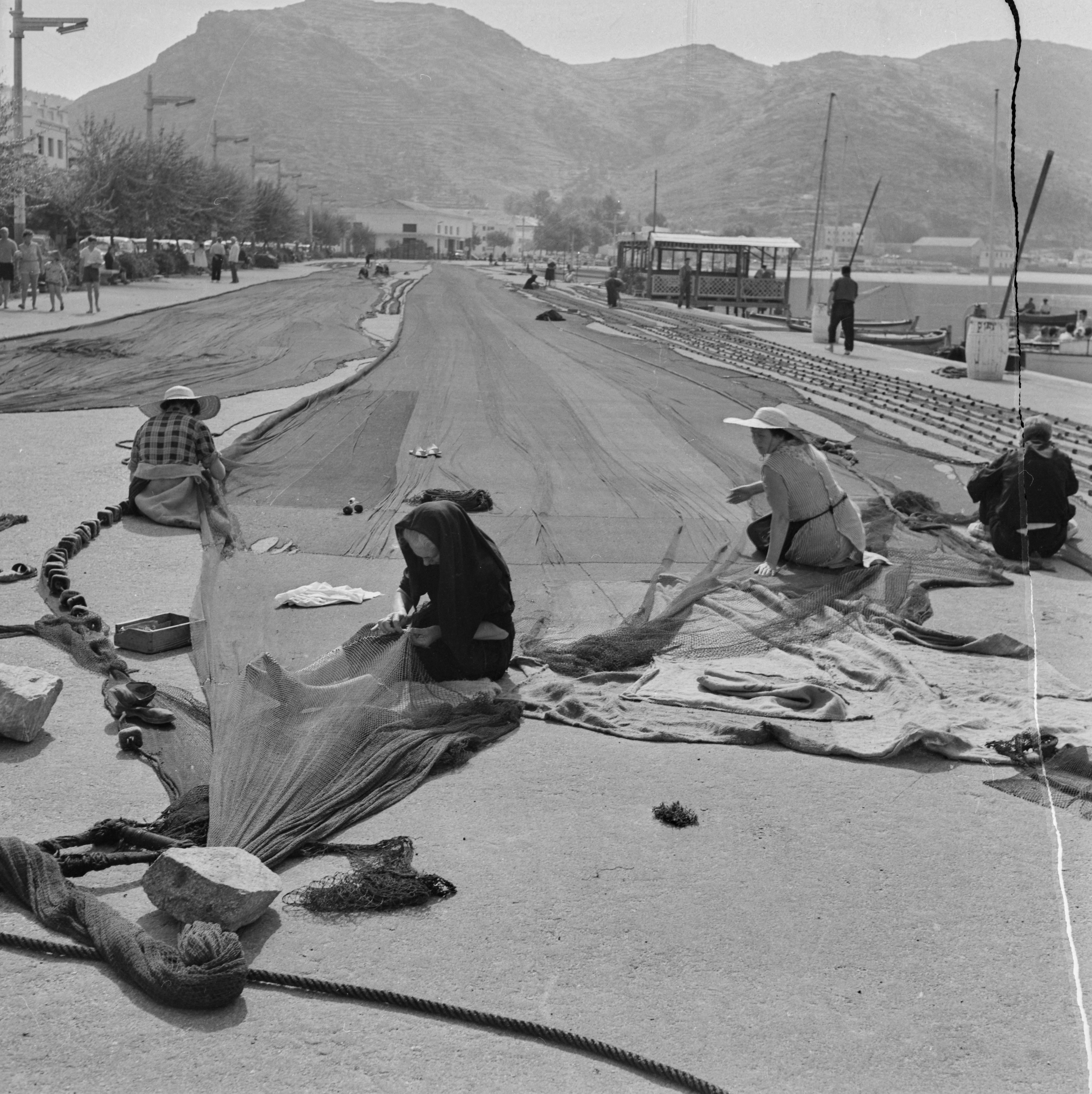
Remendadores als anys seixanta.

Cap a la fi del segle xviii, en un moment d'expansió econòmica afavorida per les exportacions efectuades pel port, es construí un nou raval extramurs, al nord-est de les antigues muralles, centrat en la nova església de Santa Maria de Roses. La vila vella i les fortificacions foren abandonades després de l'última invasió francesa, i el raval es convertí en el nou centre urbà de la població. Durant la Guerra Civil espanyola fou bombardejada el 1936 pels feixistes del Creuer Canarias.
La irrupció del turisme, a partir de la dècada de 1960, canvià radicalment la fesomia de la població i la seva economia.

### Atemptat d'ETA
El 17 de març de 2001, ETA va fer explotar un cotxe carregat amb 50 quilos de dinamita davant l'hotel Montecarlo, fet que provocà la mort del mosso d'esquadra Santos Santamaría.

## Primera circumnavegació
Alguns habitants de Roses feren un gran paper en la primera volta al món.

### Roses s’anomenavaRodes
Antigament la vila de Roses s’anomenava Rodes. El Monestir de Sant Pere de Rodes ha conservat el nom antic.

### Setge de l'illa de Rodes
L'any 1522, data de la tornada dels primers tripulants de l'Expedició de Magalhães-Elcano (8 de setembre de 1522), l'illa de Rodes era assetjada pels turcs. Els Hospitalers abandonaren l'illa el dia 1 de gener de 1523.

### Tripulants veins de Roses
- Francisco Albo

“Francisco Albo, contramestre. natural de Axio, marido de Juana, vecino de Rodas”
- Miguel de Rodas

“Miguel de Rodas, contramaestre, hijo de Papaceli e Diana, defuntos, vecinos de Rodas”
“... maestre Miguel de Rodas, natural de la ciudad de Rodas...(1524)”
- Miguel Sánchez de Rodas.

“Miguel Sánchez, marinero, natural de Rodas, hijo de Juan Sanchez e Juana, vecinos de Rodas, defuntos...”
- Felipe de Rodas

“Felipe de Rodas, natural de Rodas, hijo de maestre Basil e Juana, vecinos de Rodas”

### Tornar a Rodas?
Hi ha un document portuguès que parla d'una possible tornada a Roses (carta del portuguès Antonio Brito al rei de Portugal).
| «                                             | Quisieron pues levantarse contra Magallanes y matarlo, y tornarse para Castilla o irse a Rodas | » |
| — Carta de Antonio Brito al Rey de Portugal.> |                                                                                                |   |

## Llocs d'interès
Monuments
- Conjunt megalític de Roses
- Ciutat grega i romana de Rode
- Castrum visigòtic del puig Rom
- Castell de Bufalaranya
- Monestir de Roses
- Castell de la Trinitat (o de la Poncella)
- Ciutadella de Roses[15]
- Església de Santa Maria de Roses
- Casa Mallol
- Teatre Municipal de Roses

Parcs naturals
- Parc natural del Cap de Creus
- Parc natural dels Aiguamolls de l'Empordà

## Demografia
Tot i que durant l'any Roses té censats aproximadament 20.000 habitants, la vila acull durant l'estiu un nombre de visitants proper als 120.000 turistes, que s'hostatgen en una extensa oferta d'hotels, càmpings, apartaments i segones residències.
| 1497 f | 1515 f | 1553 f | 1717 | 1787  | 1857  | 1877  | 1887  | 1900  | 1910  |
| ------ | ------ | ------ | ---- | ----- | ----- | ----- | ----- | ----- | ----- |
| 203    | 19     | 184    | 377  | 1.952 | 2.732 | 3.219 | 2.966 | 2.690 | 2.861 |

| 1920  | 1930  | 1940  | 1950  | 1960  | 1970  | 1981  | 1990   | 1992   | 1994   |
| ----- | ----- | ----- | ----- | ----- | ----- | ----- | ------ | ------ | ------ |
| 2.669 | 2.559 | 2.764 | 2.720 | 3.575 | 6.186 | 8.131 | 11.003 | 10.303 | 10.303 |

| 1996   | 1998   | 2000   | 2002   | 2004   | 2006   | 2008   | 2010   | 2012   | 2014   |
| ------ | ------ | ------ | ------ | ------ | ------ | ------ | ------ | ------ | ------ |
| 11.483 | 12.022 | 12.857 | 14.214 | 14.687 | 17.173 | 19.463 | 20.418 | 19.896 | 19.600 |

| 2016   | 2018   | 2020   | 2022   | 2024   | 2026 | 2028 | 2030 | 2032 | 2034 |
| ------ | ------ | ------ | ------ | ------ | ---- | ---- | ---- | ---- | ---- |
| 19.438 | 19.319 | 19.807 | 19.907 | 20.362 | -    | -    | -    | -    | -    |

| Entitat de població                                     | Habitants (2024) |
| Roses                                                   | 11.483           |
| Santa Margarida i el Salatar                            | 2.427            |
| el Mas Mates                                            | 1.546            |
| Mas Oliva                                               | 1.389            |
| Canyelles Petites, l'Almadrava i Santa Rosa de Puig-rom | 1.264            |
| les Suredes d'en Mairo, els Grecs i la Muntanyeta       | 1.147            |
| Mas Boscà, Argonisla i el Card                          | 479              |
| Mas Fumats                                              | 310              |
| la Garriga i el Cortijo                                 | 188              |
| Montjoi                                                 | 22               |
| Font: Idescat                                           |                  |

## Festivitats locals
La Festa Major de Roses és el 15 d'agost. La música clàssica, les havaneres, les sardanes i els gegants hi són sempre presents. El 15 d'agost se celebra la missa ecumènica Oikoumene.
Des de molt antic, almenys des del segle xvii, Roses celebra per carnestoltes el Carnaval de Roses. Comença el Dijous Gras i s'allarga durant quatre dies amb diverses activitats, tot i que la principal és la desfilada per l'Avinguda de Rhode, en la qual s'exhibeixen les disfresses més originals preparades per a l'ocasió. És, en realitat, la Festa Major en majúscules de Roses.